# Вероятностная машина Тьюринга
Обобщение детерминированной машины Тьюринга, в которой
из любого состояния и значений на ленте машина может совершить один из нескольких (можно считать без ограничения общности — двух) возможных переходов, а выбор осуществляется вероятностным образом (подбрасыванием монетки).
Вероятностная Машина Тьюринга похожа на недетерминированную машину Тьюринга, только вместо недетерминированного перехода машина выбирает один из вариантов с некоторой вероятностью.
Существует также альтернативное определение:
Вероятностная машина Тьюринга представляет собой детерминированную машину Тьюринга, имеющую дополнительно аппаратный источник случайных битов, любое число которых, например, она может «заказать» и «загрузить» на отдельную ленту и потом использовать в вычислениях обычным для МТ образом.
Класс алгоритмов, завершающихся за полиномиальное время на вероятностной машине Тьюринга и возвращающих ответ с ошибкой менее 1/3, называется классом BPP.